# كويزار توأم

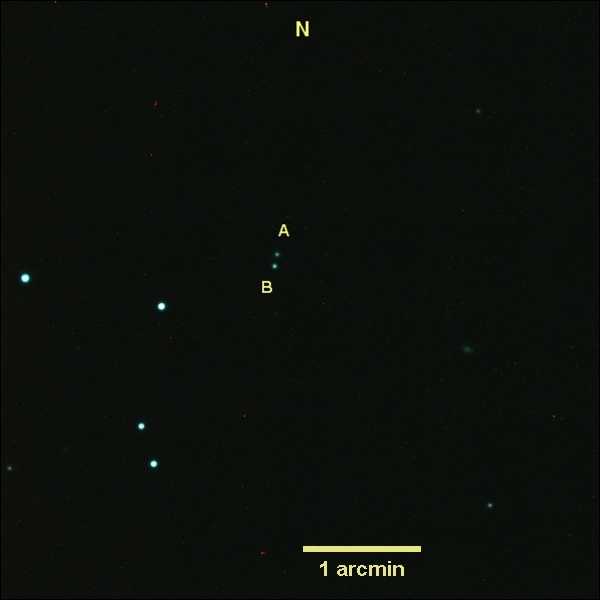
النجم الزائف الثنائي كيو0957+561

كيو 0957+561 في الفلك (بالإنجليزية:Q0957+561) هو نجم زائف ثنائي
Twin Quasar تبدو صورة النجم الزائف مزدوجة بسبب عدسة جاذبية في كوكبةالدب الأكبر، ويقع نحو 10 دقيقة قوسية شمالا من
إن جي سي 3079.
كان النجم الزائف Q0957+561 هو أول ما اكتشف من نظام عدسة جاذبية، حيث توجد عدسة جاذبية بيننا وبين النجم تعمل على تكرار عدة صور له وليس صورة واحدة. وأصبح هذا النجم الزائف اليوم أكثر الأجرام السماوية مدروسا من هذا النوع.
تعبر النشرات العلمية الجديدة عن شكوك عن وجود ثقب أسود في مركز هذا النجم الزائف. ويعتبره علماء مركز هارفارد-سميثونيان للفيزياء الفلكية أنه «جرم كرة مغناطيسية مستمرة الانقباض» Magnetospheric Eternally Collapsing Object.
. أو باختصار MECO.

## نظام عدسة جاذبية
بينت نظرية النسبية لأينشتاين أن الزمكان ينحني تحت تأثير كتلة مكونّة لعدسة جاذبية، مما يؤدي إلى ظهور صورتين أ وب للنجم الزائف، وتبعد الصورتين عن بعضهما البعض نحو 6 ثوان قوسية. يبلغ القدر الظاهري للمعان الصورتين 7و16 للصورة أ و 5و16 للصورة ب. ويبلغ الانزياح الأحمر للنجم الزائف z = 1,41 ; أي يبعد عنا نحو 9 مليار  سنة ضوئية.
منشأ عدسة الجاذبية هي مجموعة مجرات تقع عند انزياح أحمر قدره z = 0,36 ; (أي ما يعادل 4 مليارات سنة ضوئية). وتقع المجرة
(G1) لمجموعة مجرات أخرى المكونة للعدسة عند z = 0,5. وهي تقع نحو 1 ثانية قوسية من الصورة ب للنجم الزائف.

## تتابع تاريخي

### العدسة الجاذبية الأولى مع نجم زائف
تم اكتشاف النجمين الزائفين QSO 0957+561A/B, في ربيع عام 1979 من مجموعة علماء إنجايزية أمريكية كانت تعمل مع العالمين البريطانيين «دينيس ولش» وروبرت كارسويل والعالم الأمريكي «راي وايمان» باستخدام تلسكوب مرصد كيت الموجود في أريزونا بالولايات المتحدة، وتبلغ قطر مرآة التسكوب 1و2 متر. المرآة.
وقد لاحظ العلماء أن النجمين الزائفين ليسا فقط قريبين من بعضهما البعض وإنما يتميزان بانزاح أحمر متساويين وكذلك طيفهما في نظاق الأشعة المرئية متساويين. وقاموا بنشر رسالة علمية عبروا فيها عن احتمال أن تكون الصورتان صور لنجم زائف واحد، وتظهر له صورتين تحت تأثير عدسة جاذبية بيننا وبينه.
وانتبه علماء العالم سريعا بهذا الاكتشاف الذي يثبت تأثير عدسة جاذبية، تماما كما تنبأت بها نظرية أينشتاين في عام 1915، طبقا للنظرية النسبية العامة.

### التفسير العلمي
يشير بعض النقاد إلى أختلاف في لبأشعة الراديوية القادمة من النجمين الزائفين. وقد اكتشفت مجموعة من العلماء تعمل تحت اشراف العالم «ديفيد روبرتس» في مصفوف المراصد العظيم VLA (
Very Large Array) في نيومكسيكو بالولايات المتحدة، اكتشفوا في صيف عام 1979 نفاثة مادية للنجم أ، ولم يجدوا للنجم الزائف ب ما يماثلها. . علاوة على ذلك يعتبرون المسافة بين النجمين 6 ثوان قوسية بأنها كبيرة بمكان لكي يظهر النجم الزائف ب قريبا من المجرة G1 في عدسة الجاذبية.
فاجريت بعد ذلك أرصاد أدق بواسطة مطياف خط القاعدة الكبير VLBI ، ووجدت مجموعة العلماء العاملة تحت اشراف «مارك جورينشتاين» في عام 1983 وجود نفاثتين في كل من الصورتين أ وب للنجم الزائف. بذلك تبين أن المجرة G1 أنما هي جزء من مجموعة مجرات تعمل على انحراف أشعة الضوء المارة بالقرب منها.

### تأخر زمني للصورتين
بعد رصد لهذا النجم الزائف لمدة 30 سنة أصبح من المؤكد أن الصورة أ للنجم تصل الأرض نحو 14 شهرا قبل وصول الصورة ب، وهذا الفرق يعادل مسافة أطول بمقدار 1و1 سنة ضوئية لمسار الشعاعين الضوئيين القادمين إلينا.
ref name="ref03" /> في عام 2003 قام «ويسلي كولي» بنشر رسالة علمية مقدرا فيها الـاخير لزمني بأنه 417,09±0,07 يوم، كنت تلك نتيجة لرصده النجم الزائف لمدة 20 يوم على مرحلتين بين عامي 2001 و 2002 . واشترك في هذا الرصد 12 مرصدا عالميا موزعة حول العالم كانت تعمل 24 ساعة يوميا، التقطت خلالها له 3543 صورة ثم قام بدراستها وتقييمها.
| Q0957+561 / MECO-Modell                            | Q0957+561 / MECO-Modell |
| -------------------------------------------------- | ----------------------- |
|                                                    |                         |
| تمثيل النجم الزائف وتخرج منه نفاثتان من عند قطبيه. |                         |